# Napoleon auf St. Helena
Napoleon auf St. Helena ist ein deutscher Stummfilm des Regisseurs Lupu Pick – der auch das Drehbuch nach einem Entwurf von Abel Gance schrieb – aus dem Jahr 1929. Der Film ist in Deutschland auch unter dem Titel St. Helena: Der gefangene Kaiser und in Österreich als Der Gefangene von St. Helena bekannt.

## Handlung
Das letzte Kapitel im Leben des großen Imperators. Napoleon wird nach der Niederlage in Waterloo auf Beschluss der englischen Regierung auf die Insel St. Helena im Südatlantik gebracht, wo er den kleinlichen Schikanen seiner Bewacher ausgesetzt ist. Hudson Lowe, der englische Gouverneur, macht ihm das Leben schwer. Napoleon hat auf St. Helena keine Aufgaben mehr, nur das Warten, das Altwerden. Er wird zunächst von einer kleinen, loyalen Gefolgschaft betreut, von der er aber einen nach dem anderen vergrault.
In seiner Einsamkeit durchlebt er immer wieder die großen Fehlentscheidungen seines Lebens in der Schlacht bei Waterloo. Nur die Gegenwart von Madame Bertrand erhellt zuweilen seine trostlos gewordene Existenz. Als Napoleon aus der Zeitung erfährt, dass seine Frau, die österreichische Prinzessin Marie Louise, von einem fremden Mann ein Kind erwartet, wird er krank und stirbt.

## Hintergrund
Der Film wurde von Dezember 1928 bis Mai 1929 in den Efa-Ateliers in Berlin, die Außenaufnahmen auf St. Helena und in Marseille hergestellt.
Lupu Pick übernahm die Regie von Abel Gance, der den Film ursprünglich als dritten Teil seines großen Napoleon-Films drehen wollte. Die Bauten des Films entwarfen Erich Zander und Karl Weber; die Kostüme schuf Emil Pirchan.
Werner Krauß spielte 1935 in Hundert Tage erneut Napoleon.

## Kritik
„(…) Keine Öldruckposen, keine rauschenden Kriegsvisionen, kein falsch aufgelegtes Heldenpathos. Willy Haas, der gemeinsam mit Lupu Pick das Drehbuch verfaßt, hat auf jede nachträglich hinzugedichteten Handlungseffekte verzichtet. Er faßt den Stoff, wie ihn die Geschichte überliefert hat, noch einmal in einer epischen Bilderfolge zusammen, in der sich die Worte, die Napoleon auf St. Helena sprach, von selbst zu einem erschütternden Monolog der Einsamkeit gruppieren. Freilich könnte man einwenden, daß diese Form der dokumentarischen Darstellung den Film als solchen nicht bereichert. Daß er eine Einengung, eine Eingrenzung der filmischen Phantasie bedeutet. Und tatsächlich ist die Gefahr der Monotonie von dem Regisseur Lupu Pick nicht ganz überwunden worden. Aber wenn man zwischen Abel Gance und Pick, zwischen dem Film als Kostümtheater und dem Film als geistigem Erlebnis zu wählen hat, so ist die Entscheidung nicht schwer. (…)“ Hans Sahl in: Der Montag Morgen, Berlin, 11. November 1929
Das Lexikon des internationalen Films meint, dass Napoleon auf St. Helena „vor allem filmhistorisch interessant“ sei.